# Killing Is My Business... And Business Is Good!
Killing Is My Business... And Business Is Good! är debutalbumet av det amerikanska hårdrocksbandet Megadeth, utgivet i juni 1985 av skivbolaget Combat Records, och ett av de tidigaste thrash/speed metal-albumen. Dave Mustaine hade just fått sparken från Metallica och hans ilska över att de bl.a. använt hans låtar, vilket de inte fick enligt Mustaine, resulterade i detta album. Det innehåller en parodi av "These Boots Are Made for Walkin'" av Nancy Sinatra, som senare lämnades bort från nyupplagor av upphovsrättsskäl. På nyare versioner finns den dock med, men här är det ett pipande ljud på sången på de delar som har grovt språk.
Originalversionen av detta album lider av dålig ljudkvalitet, beroende på att pengar från skivbolaget avsedda för inspelning och produktion istället till viss del spenderades på droger. Originalversionen är också klassad som sällsynt och värd mellan ungefär 300 och 400 svenska kronor om den är i bra skick. 2002 släpptes en Deluxe-version av albumet med avsevärt förbättrad ljudkvalitet. Denna version innehåller även tre demo-spår. 

## Låtlista
Alla låtar skrivna av Dave Mustaine utom "These Boots" (Lee Hazlewood)
Sida ett
1. "Last Rites/Loved to Deth" – 4:42
2. "Killing Is My Business... And Business Is Good!" – 3:08
3. "The Skull Beneath the Skin" – 3:48
4. "These Boots" (Nancy Sinatra-cover) – 3:42[8]

Sida två
1. "Rattlehead" – 3:43
2. "Chosen Ones" – 2:56
3. "Looking Down the Cross" – 5:03
4. "Mechanix" – 4:25

Bonusspår på Deluxe-utgåvan 2002
1. "Last Rites/Loved to Deth" (demo) – 4:16
2. "Mechanix" (demo) – 3:59
3. "The Skull Beneath the Skin" (demo) – 3:11

## Medverkande
Musiker (Megadeth-medlemmar)
- Dave Mustaine – sologitarr, sång, piano
- Chris Poland – sologitarr
- David Ellefson – basgitarr, bakgrundssång
- Gar Samuelson – trummor, timpani

Produktion (original-utgåvan)
- Karat Faye – producent
- Dave Mustaine – producent
- Jay Jones – preproduktion
- Donald J. Munz – omslagsdesign
- Dan Rizzi – foto

Extra produktionspersonal (2002-utgåvan)
- Chris Vrenna – Pro Tools
- Bill Kennedy – remix
- Tom Baker – remastering
- Scott Ian – omslagsdesign
- Sean Evans – omslagsdesign